# Godło Austrii
Godło Austrii – jeden z symboli państwowych Austrii.

## Historia i symbolika
Godłem jest orzeł, który w swym obecnym kształcie jest wynikiem przeobrażeń na przestrzeni wieków. W 1915 roku na piersi dwugłowego wówczas orła pojawiła się tarcza w kolorach flagi, zastępując herb rodowy dynastii Habsbursko-Lotaryńskiej. Kolory flagi wywodzą się z dawnego herbu Babenbergów. W 1919 roku po powstaniu I Republiki Austriackiej, dwugłowego orła, symbolizującego Święte Cesarstwo Rzymskie i Cesarstwo Austrii, zastąpiono orłem z jedną głową, a berło, miecz i jabłko zostały wyparte przez sierp – symbol rolnictwa i młot – symbol przemysłu. Korona imperium została zastąpiona koroną miejską. Od czasu rządu Engelberta Dollfußa w okresie 1934-1938 godłem był dwugłowy orzeł pozbawiony korony, sierpa i młota. W 1955 roku Republika Austrii przywróciła godło z 1919 roku, a już w 1945 r. dodając rozerwane łańcuchy – symbol wyzwolenia spod dyktatury nazistowskiej.

## Galeria

### Herby rodowe Habsburgów

Tarcza Sercowa
Panujących w Austrii (XIII-XVIII w.)
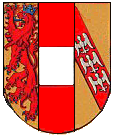
Lotaryńskich panujących w Austrii (XVIII-XX w.)

### Herby Habsburgów królów niemieckich lub cesarzy rzymskich

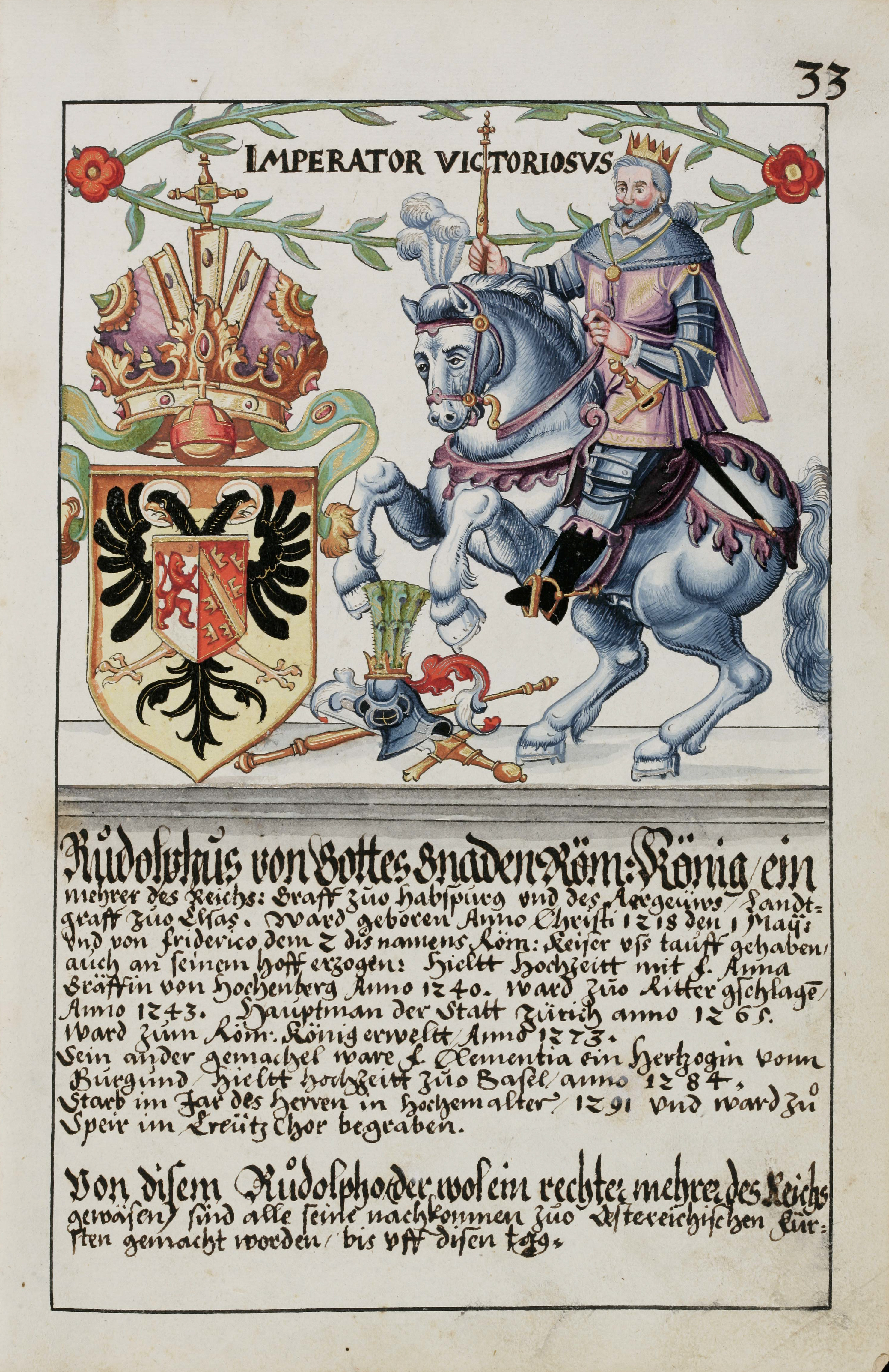
Herb Rudolfa I
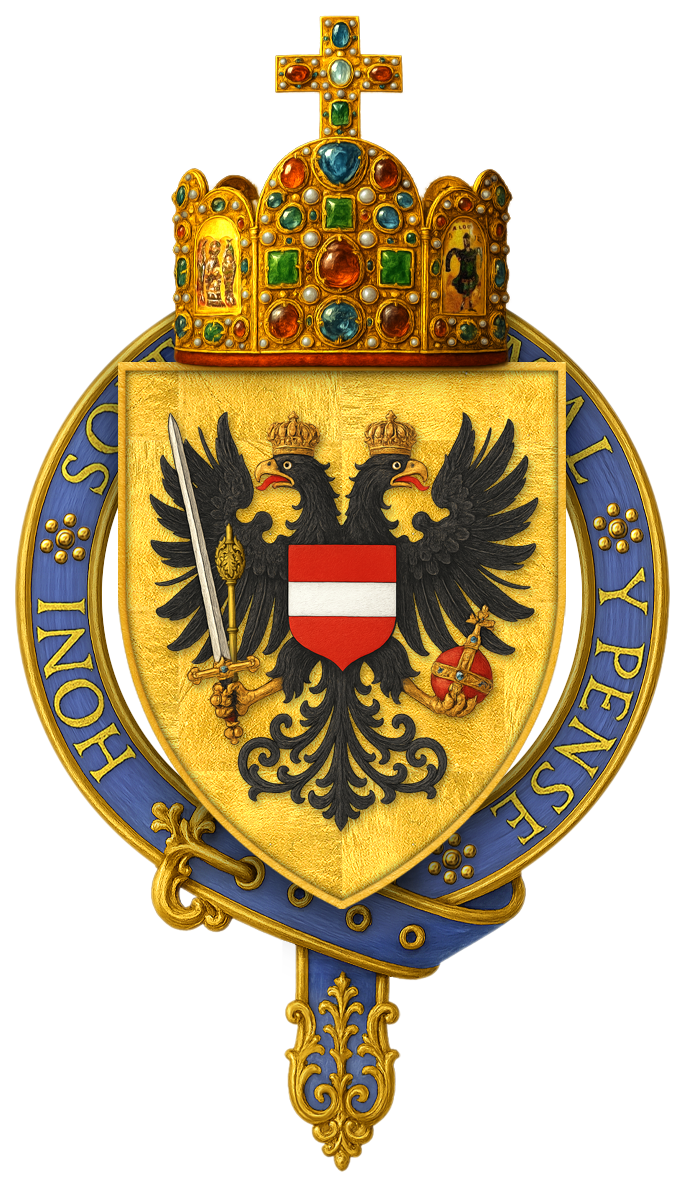
Herb Albrechta I,  II, Fryderyka III
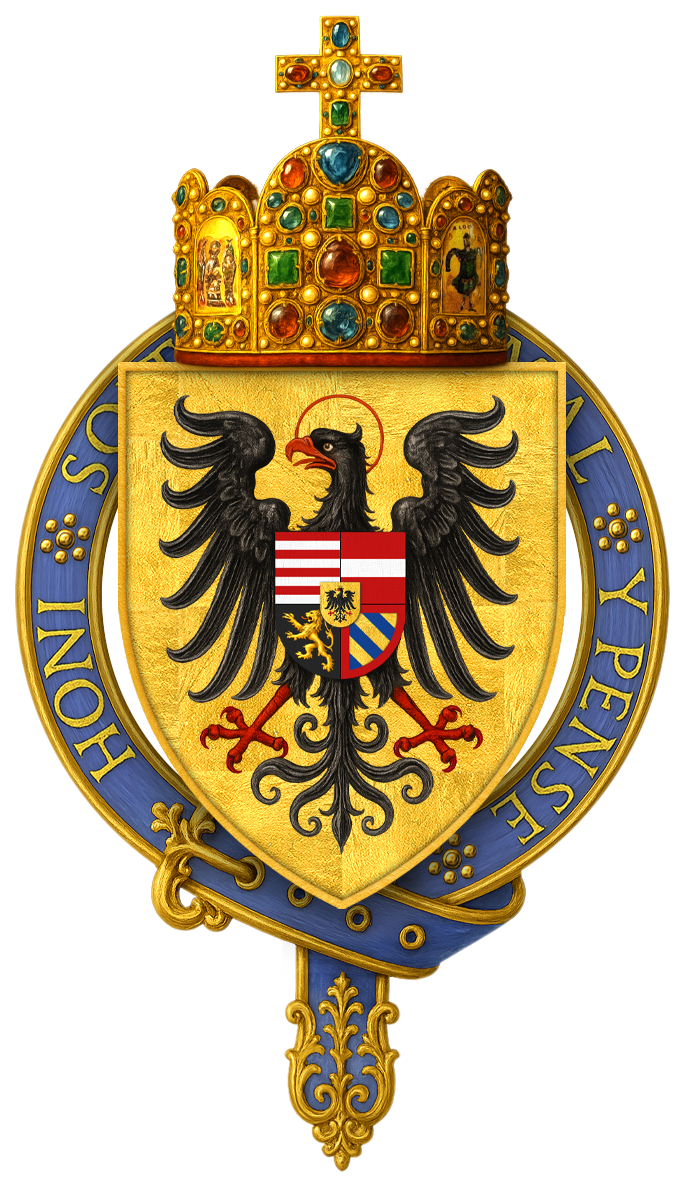
Herb Maksymiliana I
Herb Karola V
Herb Ferdynanda I, Maksymiliana II i Józefa I
Herb Rudolfa II, Macieja i Ferdynanda II
Herb Ferdynanda III
Herb Leopolda I
Herb Karola VI
Herb Karola VI
Herb Marii Teresy
Herb Franciszka I
Herb Józefa II
Herb Józefa II
Herb Leopolda II i Franciszka II

### Herby Cesarstwa Austrii i Monarchii Austro-Węgierskiej

Wersja dużego herbu z 1846
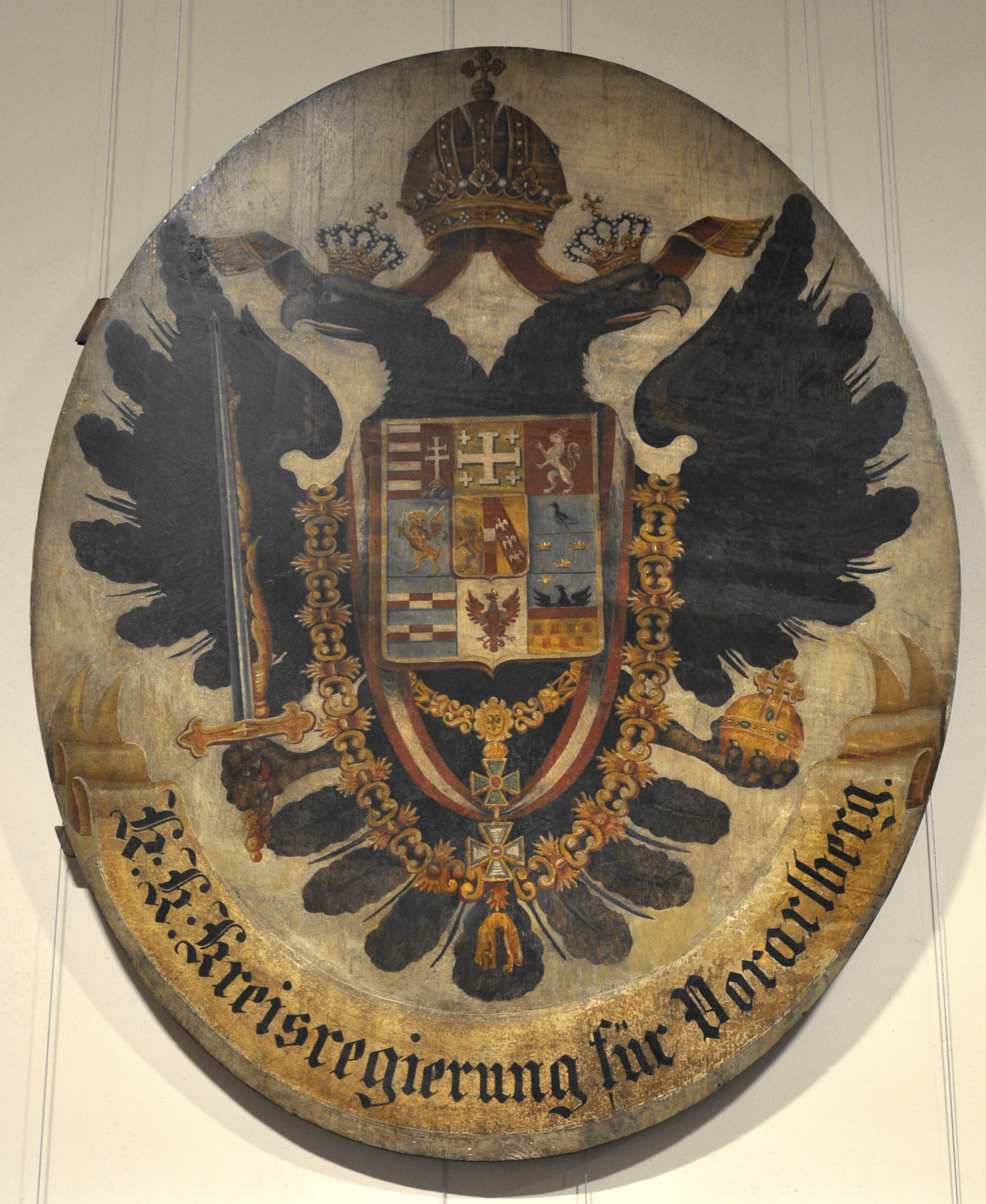
Tablica urzędowa z Vorarlbergu z 1850
Mały herb używany od 1815 do 1915
Duży herb z 1868
Mały herb Przedlitawy z 1915
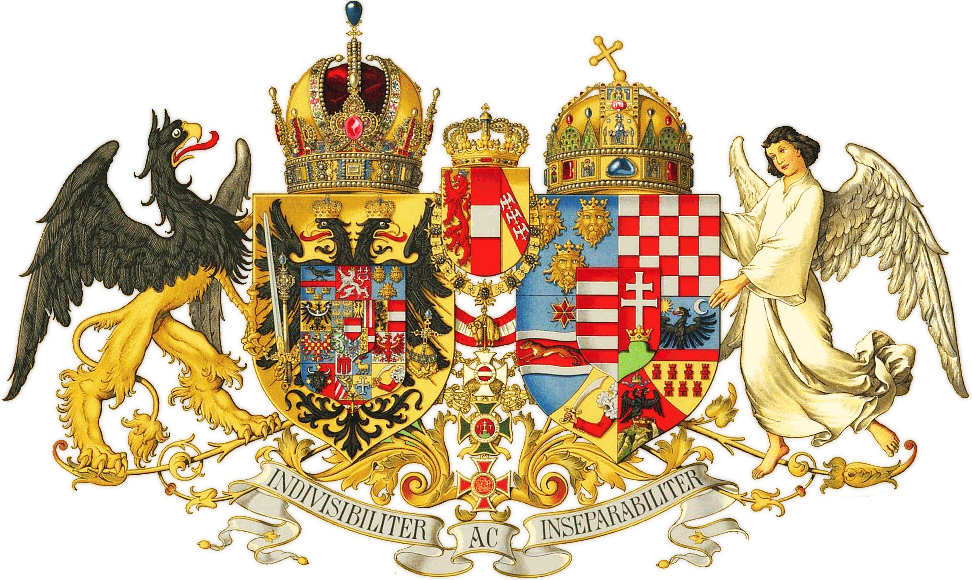
Herb Przedlitawy i Zalitawy z 1915
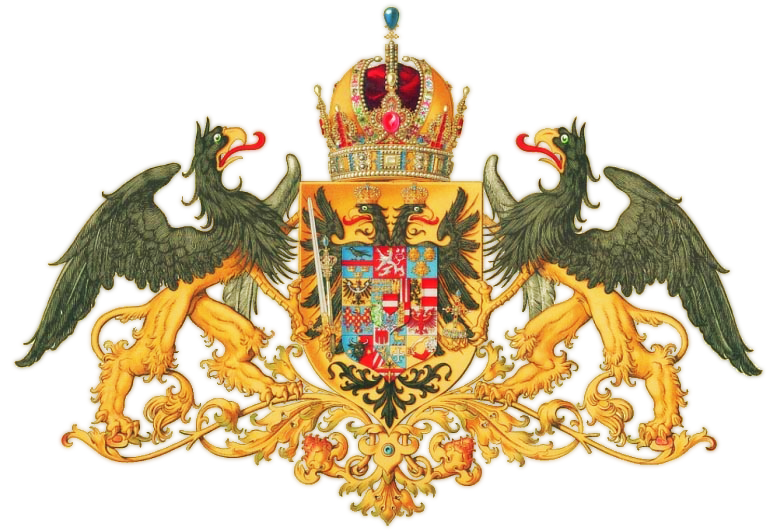
Duży herb Przedlitawy z 1915

### Po I wojnie światowej

Godło z 1918
Herb z 1919–1934
Herb z 1934–1938 i z 1945–1955
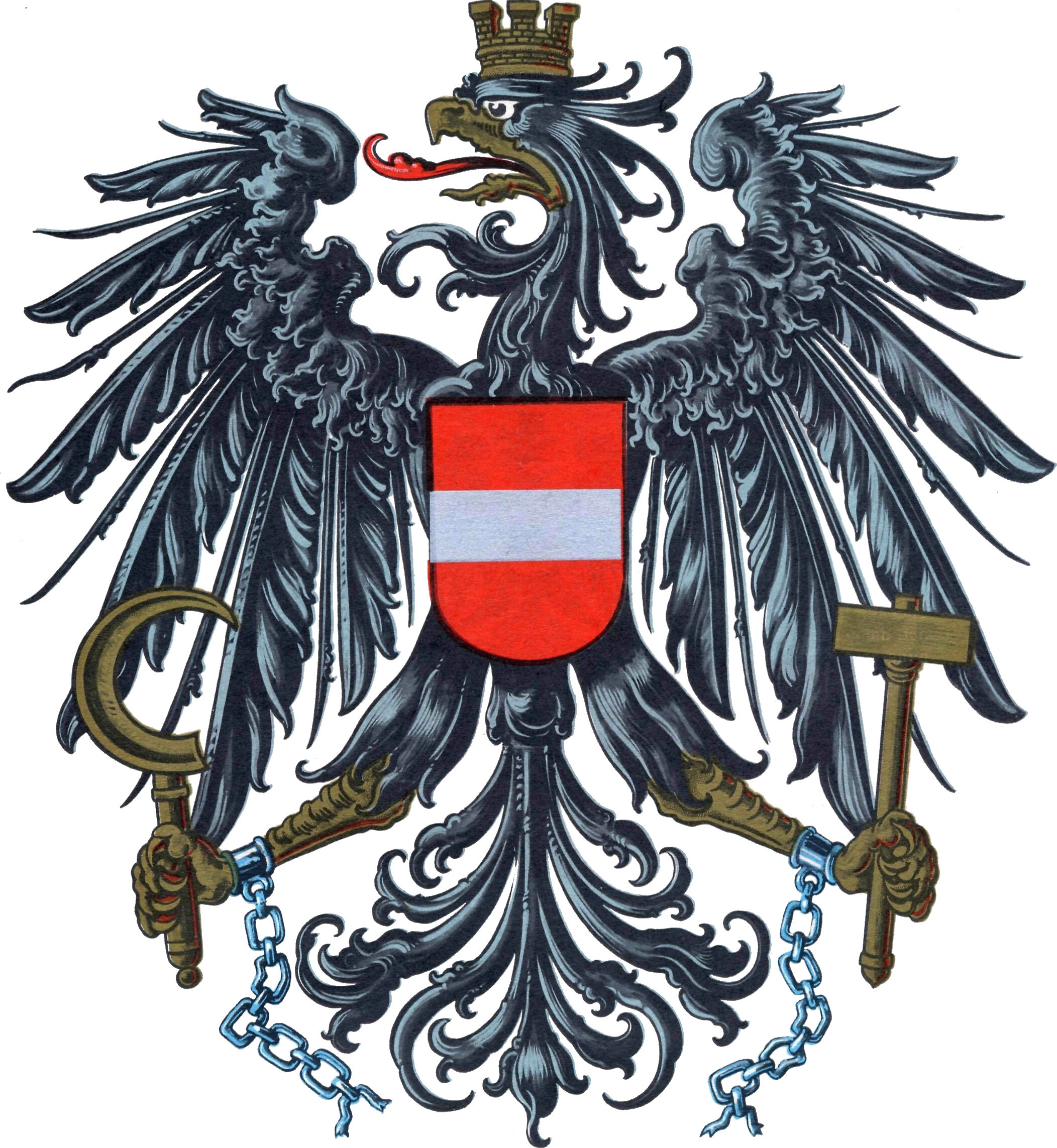
Herb na ambasadach[1].